# Amidon
Amidon [ˈæmɪdɒn] är administrativ huvudort i Slope County i North Dakota. Orten har fått sitt namn efter domaren Charles F. Amidon. Enligt 2020 års folkräkning hade Amidon 24 invånare.